# Aleksander Domaszewicz (lekarz)
Aleksander Domaszewicz (ur. 26 lutego 1887 we Lwowie, zm. 3 października 1948 w Krakowie) – polski lekarz neurolog i neurochirurg, pułkownik Wojska Polskiego, działacz niepodległościowy i społeczny, poseł na Sejm i senator w II RP, kawaler Orderu Virtuti Militari.

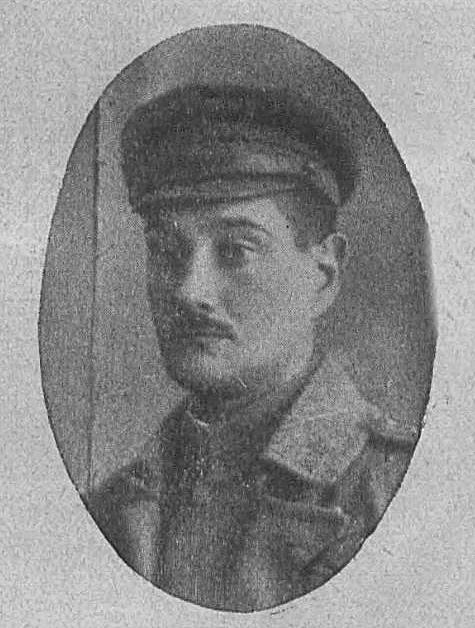
Aleksander Domaszewicz

## Życiorys
Urodził się 26 lutego 1887 roku we Lwowie, w rodzinie Aleksandra (1841–1906), uczestnika powstania styczniowego, inżyniera komunikacji, budowniczego linii kolejowych w Grecji i Serbii, przemysłowca w Galicji, i Tekli z Jankowskich. Miał dwie siostry i dwóch braci. Ożenił się z Gabrielą z Montwiłłów (1882–1966), z którą miał dwóch synów i dwie córki (bliźniaczki): Aleksandra (1914–1962), Romana (1918–2005), profesora Akademii Ekonomicznej w Krakowie, Wandę z męża Siekierską i Ewę (ur. 1922).
Zmarł 3 października 1948 roku w Krakowie. Pochowany na cmentarzu Rakowickim (kwatera XXIIB-3-12).

### Wykształcenie
Od 1898 roku kształcił się w C. K. Gimnazjum im. Franciszka Józefa we Lwowie, gdzie w roku 1906 ukończył VIII klasę i zdał egzamin dojrzałości (w jego klasie był Stanisław Srokowski). Ukończył studia medyczne na Uniwersytecie we Lwowie (w 1912 roku obronił doktorat z wszechnauk lekarskich), w latach 1927–1928 odbył studia uzupełniające w Wiedniu, Paryżu i Sztokholmie. Habilitował się w 1937 roku na Wydziale Lekarskim Uniwersytetu Jana Kazimierza we Lwowie.

### Działalność niepodległościowa i służba wojskowa
Od 1907 roku należał do Drużyn Bartoszowych i Polskich Drużyn Sokolich, w latach 1911–1914 do Drużyn Strzeleckich we Lwowie. Podczas I wojny światowej od sierpnia 1914 roku służył w 30 pułku piechoty armii austriackiej (był lekarzem batalionu), od 1915 roku był komendantem szpitala polowego I Brygady Legionów Polskich, po kryzysie przysięgowym w 1917 roku znalazł się ponownie w armii austriackiej (był lekarzem szpitala wojskowego we Lwowie), w lutym 1918 roku został wyreklamowany. Od listopada 1918 roku mianowany na stopień podpułkownika Wojska Polskiego: uczestniczył w obronie Lwowa (był wtedy komendantem szpitala „Technika”, a także udzielał pomocy rannym z narażeniem własnego życia), od stycznia 1919 roku był kolejno referentem spraw personalnych Szefa Sanitarnego Dowództwa Wschód, szefem sanitarnym 5 Dywizji Piechoty (do października 1919), nadzwyczajnym komisarzem do walki z tyfusem plamistym we Lwowie (do maja 1920), szefem sanitarnym Grupy gen. Władysława Jędrzejewskiego (do sierpnia 1920), następnie dowódcą I batalionu 240 pułku piechoty Armii Ochotniczej. W marcu 1921 roku został bezterminowo urlopowany, a następnie awansowany do stopnia pułkownika lekarza rezerwy ze starszeństwem z dniem 1 czerwca 1919 roku. Jako oficer rezerwowy był przydzielony w 1923, 1924 do 6 batalionu sanitarnego we Lwowie.

### Praca zawodowa
Pod koniec studiów w latach 1910–1912 był asystentem w Katedrze Farmakologii, następnie, w latach 1913–1919 pracował jako asystent w Klinice Chorób Nerwowych i Umysłowych na Uniwersytecie Jana Kazimierza we Lwowie. W 1922 roku wygrał konkurs na ordynatora oddziału chorób nerwowych i umysłowych Państwowego Szpitala we Lwowie. Poza tym prowadził praktykę lekarską w tym mieście.
W kadencji 1930–1935 był posłem na Sejm III kadencji z listy nr 1 BBWR. Pracował w komisjach: opieki społecznej i inwalidzkiej, wojskowej (był w niej zastępcą członka, a od 1934 roku – członkiem) i zdrowia publicznego. W 1935 roku został senatorem IV kadencji (1935–1938), wybranym z województwa lwowskiego. Pracował w komisjach: opieki społecznej, oświatowej, regulaminowej i skarbu. Został członkiem założycielem powołanego w 1938 Stowarzyszenia „Towarzystwo Budowy Panoramy Plastycznej Dawnego Lwowa”.
Po wybuchu II wojny światowej, kampanii wrześniowej i agresji ZSRR na Polskę z 17 września 1939 roku wszedł w skład konspiracyjnej Rady Narodowej we Lwowie, podległej rządowi RP na uchodźstwie (innymi członkami byli Artur Hausner, ks. Józef Panaś, ks. Adam Bogdanowicz, płk dr Jan Szczyrek, Stanisław Wasylewski).
Od 1941 roku pracował w Warszawie, w 1943 roku został ordynatorem oddziału neurologicznego Szpitala Przemienienia Pańskiego. Po wojnie był profesorem neurochirurgii Uniwersytetu Warszawskiego.

## Ordery i odznaczenia
- Krzyż Srebrny Orderu Wojskowego Virtuti Militari (15 marca 1921)[16]
- Krzyż Niepodległości (4 listopada 1933)[17][18]
- Krzyż Oficerski Orderu Odrodzenia Polski (10 listopada 1928)[19]
- Krzyż Walecznych (dwukrotnie)
- Złoty Krzyż Zasługi (1939)[20]
- Medal Pamiątkowy za Wojnę 1918–1921[12]
- Medal Dziesięciolecia Odzyskanej Niepodległości
- austriacki Złoty Krzyż[9]